# Photoscotosia eutheria
Photoscotosia eutheria är en fjärilsart som beskrevs av Xue 1988. Photoscotosia eutheria ingår i släktet Photoscotosia och familjen mätare. Inga underarter finns listade i Catalogue of Life.